# Venceslao (Caldara)
Venceslao ist eine Opera seria (Originalbezeichnung: „Dramma per musica“) in fünf Akten von Antonio Caldara (Musik) mit einem Libretto von Apostolo Zeno, dessen Urfassung dieser 1703 für eine Oper von Carlo Francesco Pollarolo geschrieben hatte. Die Uraufführung von Caldaras Oper fand am 4. November 1725 anlässlich des Namenstags von Kaiser Karl VI. im Hoftheater in Wien statt.

## Handlung

### Vorgeschichte
Die Handlung spielt in Krakau. Casimiro und Alessandro, die beiden Söhne des polnischen Königs Venceslao, lieben Prinzessin Erenice. Diese erwidert die Liebe des sanften Alessandro, verabscheut aber den rücksichtslosen Casimiro. Alessandros Freund, General Ernando, unterstützt dessen Beziehung zu Erenice, obwohl er sie insgeheim selbst liebt. Sie haben Casimiro glauben lassen, dass nicht Alessandro, sondern Ernando sein Rivale bei ihr sei. Einige Zeit zuvor hat Casimiro der litauischen Königin Lucinda die Ehe versprochen, sie dann aber verlassen. Lucinda reist als Mann verkleidet nach Krakau, um ihn zurückzugewinnen.

### Kurzfassung
Erster Akt. Nach einem Sieg über die Kosaken darf sich General Ernando eine Belohnung wählen. Er will nicht für sich selbst, sondern für seinen Freund Alessandro um die Hand Erenices bitten. Der eifersüchtige Casimiro verhindert dies jedoch und wird dafür von seinem Vater ermahnt. Die als „Lucindo“ verkleidete Lucinda konfrontiert Casimiro mit seinem einstigen Liebesversprechen. Casimiro leugnet alles. Um seine Eifersucht ins Leere laufen zu lassen, rät Ernando Alessandro und Erenice zur sofortigen Heirat. Casimiro setzt seinen vermeintlichen Rivalen Ernando unter Druck. Erenice weist seinen Antrag entschieden zurück. Casimiros Vertrauter Gismondo will Lucinda helfen.
Zweiter Akt. „Lucindo“ präsentiert Venceslao das schriftliche Eheversprechen seines Sohnes. Casimiro kann nicht länger leugnen, zerreißt aber das Dokument. „Lucindo“ fordert ihn zum Duell. Casimiro erhält eine weitere Abfuhr von Erenice und erfährt kurz darauf, dass sie einen anderen heiraten wolle. Er dürstet nach Rache.
Dritter Akt. Vor dem Duell reden Venceslao und die „Lucindo“ Casimiro noch einmal vergeblich ins Gewissen. Als er angreift, gibt sich Lucinda zu erkennen. Der Kampf fällt aus. Casimiro wirft das Schwert nach Lucinda, erklärt sich zum Sieger und behauptet, Lucinda sei eine Lügnerin. In der folgenden Nacht suchen Gismondo und Venceslao besorgt nach Casimiro. Als dieser eintrifft, gesteht er, Ernando getötet zu haben. Wenig später stellt sich heraus, dass der Tote nicht Ernando ist, sondern Alessandro. Casimiro hat unwissentlich seinen eigenen Bruder ermordet. Venceslao lässt ihn in den Kerker werfen und gerät in einen Gewissenskonflikt: Er will nicht auch seinen letzten Sohn verlieren, fühlt sich aber dem Gesetz verpflichtet. Lucinda bietet an, Casimiro schnellstmöglich zu heiraten, damit er als König Litauens Immunität erhalte. Das verletzt Venceslaos Rechtsempfinden, doch nur so ist Lucindas Ehre zu retten.
Vierter Akt. Der reuige Casimiro ist jetzt bereit, Lucinda zu heiraten. Erenice und Ernando schließen sich zusammen, um Alessandro zu rächen. Venceslao vollzieht die Trauungszeremonie. Lucindas Ehre ist wiederhergestellt. Unmittelbar danach verkündet Venceslao seinem Sohn das Todesurteil. Er soll noch am selben Tag sterben.
Fünfter Akt. Als sie feststellen, dass Casimiro noch immer großen Rückhalt im Volk hat, geben Erenice und Ernando ihre Rache auf. Venceslao bestätigt noch einmal das Todesurteil, bittet aber Erenice um die endgültige Entscheidung. Sie und Ernando bitten um Gnade für Casimiro. Da berichtet Gismondo von einem Volksaufstand, dem sich auch das Militär und der Senat angeschlossen haben. Sie alle fordern die Schonung des Thronfolgers Casimiro. Daraufhin verkündet Venceslao seinen Rücktritt als König und ernennt Casimiro zu seinem Nachfolger. Als neuer Herrscher könne Casimiro sich selbst freisprechen. Nach der Krönung versichert Casimiro, dass er die Gesetze achten wolle. Er führt Erenice und Ernando zusammen und besteigt mit Lucinda den Thron.

### Argomento
“Venceslao, re di Polonia, ebbe due figliuoli, Casimiro e Alessandro, il primo di genio dissoluto e feroce, il secondo di temperamento dolce e moderato. L’uno e l’altro invaghironsi di Erenice, principessa del sangue, discendente dagli antichi re di Polonia, ma con intenzione molto diversa. Casimiro l’amò per goderne, Alessandro per isposarla. Quegli non ebbe riguardo di render pubblico a tutta la corte il suo amore; e questi, conosciuto il genio violento del fratello, ad ogni altro nascose il suo, fuorché all’amata Erenice e all’amico Ernando, generale e favorito del re; anzi per più tenerlo nascoso, pregò l’amico a fignersi appassionato per Erenice e in tal guisa, col mezzo di lui, trattò più sicuramente della sua passione con essa. Compiacquegli per impegno di amicizia Ernando, quantunque poscia gli costasse caro l’impegno, per l’amore che in lui si accese verso la principessa. Riuscì la cosa di tal maniera che Casimiro credé che Ernando gli fosse rivale, non il fratello; e da questa falsa credenza nasce l’intreccio principale del dramma. La morte di Alessandro seguita per man del fratello, l’accusa di Erenice, la condanna e poi la coronazione di Casimiro sono azioni tratte dalla stessa fonte, da cui n’è preso il soggetto, ravviluppato maggiormente dagli amori antecedenti di Casimiro con Lucinda, regina di Lituania, al presente granducato della Polonia ma che anticamente era regno, siccome può vedersi nei Frammenti istorici di Micalone Lituano. Se poi il soggetto dell’opera sia storia o favola, ognuno a suo piacimento ne creda. So che il medesimo, verso la metà del secolo andato, fu esposto in una tragedia sopra le scene francesi dal signor Rotrou che al suo tempo fu in riputazione di insigne scrittore. Ciò che del mio vi abbia aggiunto e ciò che del suo ne abbia tolto, ne sarà facile ai curiosi il rincontro, con sicurezza che all’esemplare daranno la lode, se all’imitazione ricuseranno il compatimento.”

„Venceslao, König von Polen, hatte zwei Söhne, Casimiro und Alessandro, der erste von ausschweifendem und wildem Geist, der zweite von weichem und gemäßigtem Charakter. Alle beide verliebten sich in Erenice, gebürtige Prinzessin und Nachfahrin der alten Könige Polens, aber mit sehr unterschiedlichen Absichten. Casimiro liebte sie, um sie zu genießen, Alessandro liebte sie, um sie zu heiraten. Jener zögerte nicht, seine Liebe zu ihr dem ganzen Hof zu offenbaren; und dieser, da er den gewalttätigen Charakter seines Bruders kannte, verbarg seine eigenen Gefühle vor allen außer seiner geliebten Erenice und seinem Freund Ernando, dem General und Günstling des Königs; um sie noch besser zu verbergen, bat er sogar seinen Freund, selbst Gefühle für Erenice vorzutäuschen, damit er durch ihn sicherer über seine Leidenschaft mit ihr sprechen könne. Ernando tat dies aus Verpflichtung zur Freundschaft, obwohl ihm sein Einsatz später viel kostete, wegen der Liebe, die in ihm selbst zu Erenice entbrannt war. Es gelang ihm so gut, dass Casimiro glaubte, dass der General, nicht sein Bruder, sein Rivale war; und aus diesem irrigen Glauben ist die Haupthandlung des Dramas geboren. Der Tod Alessandros durch die Hand des Bruders, die Anschuldigung Erenices, die Verurteilung und die Krönung Casimiros sind derselben Quelle wie das Thema entnommen, ergänzt um Casimiros früherer Liebesbeziehung mit Lucinda, Königin von Litauen, jetzt ein Großherzogtum in Polen, aber einst ein Königreich, wie man in den historischen Fragmenten des Michalonis Lituani sehen kann. Ob die Handlung der Oper nun historisch oder erfunden sei, kann jeder glauben, wie es ihm beliebt. Ich weiß, dass dieselbe ungefähr in der Mitte des letzten Jahrhunderts von M. Rotrou, der seinerzeit den Ruf eines herausragenden Schriftstellers hatte, zu einer Tragödie auf der französischen Bühne verarbeitet wurde. Was ich selbst hinzugefügt habe und was ich davon entfernt habe, wird für den Neugierigen leicht herauszufinden sein, mit der Gewissheit, dass sie das Vorbild loben werden, sofern sie der Nachahmung das Mitleid verweigern.“

### Erster Akt
Königlicher Platz in Krakau mit Triumphbögen und einem Nebenfluss der Weichsel; an der Seite eine Treppe zum Königspalast
Szene 1. Eine triumphale Bühnenmaschine nähert sich auf dem Fluss. General Ernando und die anderen Anführer entsteigen ihr unter dem Klang militärischer Instrumente, gefolgt von der polnischen Armee mit vielen gefesselten Sklaven und dem Schädel des Adrasto, des vormaligen Anführers der Kosaken (Arie Ernando: „Abbiam vinto. Amico regno“). König Venceslao und seine Söhne Casimiro und Alessandro kommen ihn vom Palast entgegen und beglückwünschen ihn für den großen Sieg. Die Freude Casimiros ist allerdings nur vorgetäuscht, da er in ihm insgeheim einen Rivalen sieht. Venceslao gewährt Ernando eine frei wählbare Belohnung. Aus Freundschaft zu Alessandro will Ernando darum bitten, dass dieser seine geliebte Erenice heiraten darf. Er wird jedoch von dem eifersüchtigen Casimiro mit rüden Worten unterbrochen. Ernando verspricht, über Liebesdinge zu schweigen (Arie Ernando: „Se ti offendo, tacerò“), und geht ab.
Szene 2. Venceslao bittet Alessandro, dem General zu folgen und ihm seine Gunst zu versichern. Casimiro ergänzt, dass er ihn auch seinen Unmut spüren lassen solle.
Szene 3. Venceslao warnt Casimiro, dass sein Hochmut zu einem ernsten Zerwürfnis zwischen ihnen beiden führen könnte. Auch Könige sollten sich an die Gesetze halten und ihren Untertanen ein gutes Beispiel vorleben (Arie Venceslao: „Se vuoi dar leggi al mondo“).
Szene 4. Der Hauptmann Gismondo, ein Vertrauter Casimiros, informiert diesen über die Ankunft der als Mann verkleideten litauischen Königin Lucinda. Ihr hatte Casimiro einst die Ehe versprochen, sie aber wegen seine Liebe zu Erenice verlassen.
Szene 5. Lucinda will Casimiro um jeden Preis zurückgewinnen. Der tut so, als würde er sie nicht erkennen. Sie wiederum gibt sich als Lucindas Diener Lucindo aus und erinnert ihn an sein Eheversprechen. Casimiro streitet alles ab (Arie Casimiro: „Ti consiglio a far ritorno“).
Szene 6. Jetzt wendet sich Lucinda an Gismondo. Der gibt zu, sie erkannt zu haben, und rät ihr, ihr Vorhaben aufzugeben.
Szene 7. Lucinda ist verzweifelt (Arie Lucinda: „Aveva l’idol mio“).
Atrium
Szene 8. Ernando versichert Erenice und Alessandro, das er alles tun wolle, um sie beide glücklich zu sehen. Da Casimiros Hass auf ihn jedoch inzwischen so groß wurde, rät er ihnen (trotz seiner eigenen Gefühle für Erenice), noch diese Nacht zu heiraten, um ihn vor vollendete Tatsachen zu stellen. Alessandro will diesem Rat gerne folgen (Arie Alessandro: „Col piacer che siate miei“).
Szene 9. Erenice dankt Ernando für seinen Einsatz. Auf ihre Frage, weshalb er so bekümmert schaue, verweigert Ernando die Antwort (Arie Ernando: „Bocca bella, del mio duolo“).
Szene 10. Casimiro verbietet Ernando den Umgang mit Erenice und droht ihm mit seinem Schwert, obwohl Ernando versichert, dass er nicht sein Rivale sei.
Szene 11. Erenice erklärt Casimiro, dass sie ihn nicht lieben könne (Arie Erenice: „Non amarmi, non pregarmi“).
Szene 12. Gismondo erinnert Casimiro an sein Verhalten Lucinda gegenüber. Davon will Casimiro nichts hören.
Szene 13. Gismondo zeigt Mitgefühl für Lucinda (Arie Gismondo: „Minor pena di un’alma fedele“).

### Zweiter Akt
Vorhalle mit zwei Türen, von denen eine zu den königlichen Gemächern führt
Szene 1. In Gegenwart Casimiros präsentiert Lucinda Venceslao dessen schriftliches Eheversprechen. Da Venceslao die Handschrift erkennt, kann Casimiro es nicht leugnen. Er zerreißt das Dokument, woraufhin ihn Lucinda zum Duell herausfordert. An ihrer Stelle soll ein litauischer Krieger antreten (Arie Lucinda: „Sapesti lusinghiero“).
Szene 2. Venceslao warnt seinen Sohn vor dem Zorn des Himmels (Arie Venceslao: „Armi ha ’l ciel per gastigar“).
Szene 3. Als Erenice sich bei Ernesto für seine Hilfe bedanken will, verabschiedet er sich traurig von ihr und gesteht ihr zurückhaltend seine eigene Liebe (Arie Ernando: „Parto amante e parto amico“).
Szene 4. Casimiro weist Erenice auf seinen Anspruch als Erbe des polnischen Throns hin und verspricht ihr, sie zur Königin zu machen, wenn sie seinem Drängen nachgibt. Sie bleibt jedoch standhaft (Arie Erenice: „Non credo a quel core“).
Szene 5. Gismondo teilt Casimiro mit, dass Erenices Heirat unmittelbar bevorstehe, ohne jedoch den Namen des Bräutigams zu nennen. Casimiro rast vor Wut (Arie Casimiro: „D’ire armato il braccio forte“).
Szene 6. Gismondos Hoffnung, dass Casimiros Gefühle für Erenice durch diese Nachricht verfliegen würden, hat sich nicht erfüllt (Arie Gismondo: „Dovea di amor geloso“).

### Dritter Akt
Umzäunter Platz mit Balustraden, Toren rundherum und Geländern, zwischen denen ein vornehmerer Platz für den König bereitet ist
Szene 1. Vor dem Duell fleht die noch immer verkleidete Lucinda die Götter um Beistand an.
Szene 2. Venceslao trifft mit seinem Gefolge ein. Er verspricht, unparteiisch zu bleiben. Seine Sorge gelte nicht dem Leben seines Sohnes, sondern dessen Unschuld.
Szene 3. Jetzt erscheinen auch Casimiro und seine Anhänger. Venceslao redet ihm noch einmal ins Gewissen (Arie Venceslao: „Se errasti, o figlio“).
Szene 4. Nach einem letzten vergeblichen Versuch Lucindas, Casimiro zur Umkehr zu bewegen (Arie Lucinda: „Cara parte di quest’alma“), greift dieser an. Da gibt sich Lucinda zu erkennen. Casimiro ist verwirrt. Er versucht, den Kampf aufzuschieben. Da Lucinda fest entschlossen ist, bis zum Ende zu kämpfen, wirft er das Schwert nach ihr und erklärt sich zum Sieger. Seinem Vater gegenüber behauptet Casimiro, es handle sich um eine Betrügerin. Königliche Damen würden sich nicht verkleiden oder kämpfen.
Szene 5. Venceslao ist zwar irritiert über Lucindas Verkleidung, verspricht ihr aber seine Unterstützung.
Szene 6. Lucinda gibt die Hoffnung nicht auf (Arie Lucinda: „Egra e languente“).
Casimiros Raum mit einem kleinen Tisch. Nacht
Szene 7. Gismondo und Venceslao suchen nach Casimiro. Sie fürchten, er könnte in seinem Zorn unüberlegt handeln.
Szene 8. Endlich trifft Casimiro ein, in der Hand sein blutiges Schwert. Er hat seine Rache ausgeführt, verspürt aber keine Erleichterung (Arie Casimiro: „Dolci brame di vendetta“). Als er seinen Vater bemerkt, gesteht er, seinen Rivalen Ernando getötet zu haben.
Szene 9. Da erscheint der vermeintlich Tote persönlich im Zimmer. Die Verwirrung ist komplett.
Szene 10. Erenice kommt völlig aufgelöst herein und fordert Rache. Unter Tränen berichtet sie, dass Alessandro ermordet wurde. Sie lässt sich von Venceslao versichern, dass er den Mörder strafen werde, und zeigt dann auf Casimiro. Im Glauben, es handle sich bei Erenices Geliebtem um Ernando, wurde er zum Brudermörder. Erenice erinnert Venceslao an sein Versprechen (Arie Erenice: „Ricordati che padre“).
Szene 11. Venceslao befiehlt Gismondo, Casimiro in den Kerker zu bringen und dort zu bewachen. Casimiro hat schwere Schuldgefühle (Arie Casimiro: „Da te parto e parto afflitto“).
Szene 12. Venceslao glaubt, er habe mit einem Schlag beide Söhne verloren. Ernando versichert ihm zwar, dass er als König das Recht habe, Casimiro zu begnadigen, doch Venceslao fühlt sich dem Gesetz verpflichtet.
Szene 13. Lucinda versucht, Casimiro zu retten. Wenn er sie heiraten würde, wäre er König von Litauen und somit unangreifbar. Venceslao entgegnet, dass Casimiro zum Zeitpunkt der Tat noch nicht König war, sondern sein Untertan und Sohn. Wenn er jedoch stürbe, bliebe Lucinda weiterhin entehrt. Daher müssen die beiden unverzüglich heiraten. Ernando soll Casimiro darüber informieren (Duett Venceslao/Lucinda: „Sì sì, godi che il dolce tuo sposo“).
Szene 14. Auch Ernando steckt in einem Gewissenskonflikt. Er will Erenice und seinen Freund Alessandro rächen, doch das würde vor allem Venceslao treffen (Arie Ernando: „Speranze più liete, lontane da me“).

### Vierter Akt
Gefängnisturm neben dem Königspalast
Szene 1. Casimiro hadert mit seinem Schicksal (Arie Casimiro: „Dure ritorte“) und seiner Schuld.
Szene 2. Gismondo und Lucinda kommen in seine Zelle, und Lucinda lässt Casimiro die Fesseln lösen. Seine Strafe bestehe in der Liebe. Casimiro nimmt sie nun gern an (Duett Lucinda/Casimiro: „Andiamo. O gioia!“).
Szene 3. Gismondo wundert sich über das wandelhafte Schicksal (Arie Gismondo: „È la corte qual ciel nubiloso“).
Königliche Hochzeitshalle
Szene 4. Erenice betrauert Alessandros Tod. Sie und Ernando schwören, ihn zu rächen (Duett Ernando/Erenice: „Ricordati – Lo so“).
Szene 5. Venceslao und Gismondo warten auf das Brautpaar.
Szene 6. Als Lucinda und der reuige Casimiro eintreffen, überreicht Venceslao seinem Sohn einen Ring und vermählt die beiden. Lucinda erklärt, dass ihre Ehre wiederhergestellt sei. Damit ist die erste Pflicht erfüllt, und Casimiro kann seiner eigentlichen Strafe entgegengehen. Er soll noch am selben Tag hingerichtet werden.
Szene 7. Nach dieser Offenbarung Venceslaos fühlt sich Lucinda hintergangen. Sie will an Casimiros Seite sterben. Der bittet sie jedoch darum, weiterzuleben. Sie habe ein besseres Schicksal und einen besseren Ehemann verdient (Arie Casimiro: „Parto. Non ho costanza“).
Szene 8. Lucinda wird von Gefühlen überwältigt (Arie Lucinda: „Vaneggia la spene“).

### Fünfter Akt
Königliche Gemächer
Szene 1. Erenice und Ernando dürsten nach Rache. Sie stellen jedoch fest, dass das Volk Casimiros Leben bewahren will. Sie beschließen daher, die Rache aufzugeben und den König um Vergebung zu bitten (Arie Ernando: „Spunta su que’ begli occhi“).
Szene 2. Venceslao ist zutiefst betrübt.
Szene 3. Casimiro wirft sich seinem Vater zu Füßen. Er führt zwar einige seiner Verdienste auf, erwartet aber keine Vergebung, da sein Verbrechen schwerer wiegt. Venceslao umarmt ihn ein letztes Mal, bevor er ihm das Todesurteil verkündet. Casimiro nimmt es gefasst hin (Arie Casimiro: „Vado costante a morte“).
Szene 4. In seinem Gewissenskonflikt bittet Venceslao Erenice um die endgültige Entscheidung. Diese erklärt, dass sie Casimiro vergeben könne. Der Gedanke an einen König, der seinen eigenen Sohn und Thronerben hinrichten lasse, ist ihr unerträglich. Venceslao will jedoch das Recht nicht missachten, um dem Volk kein schlechtes Beispiel zu geben.
Szene 5. Auch Ernando bittet Venceslao um Vergebung für Casimiro.
Szene 6. Gismondo berichtet von einem Aufstand. Angeleitet von Lucinda fordern das Militär, das Volk und der Senat, dass Casimiros Leben geschont werde. Er sei bereits aus dem Kerker befreit worden. Venceslao fasst einen Entschluss, um alle zufriedenzustellen und der Welt ein Beispiel für Gerechtigkeit und Gnade zu geben (Arie Venceslao: „L’arte, sì, del ben regnar“).
Szene 7. Erenice beruhigt sich damit, dass sie Casimiro nicht aus Feigheit, sondern für den Ruhm vergeben habe (Arie Erenice: „Può languir l’ira nel petto“).
Prachtvoller Ort mit Königsthron

Frontispiz des Librettos der Vertonung von Giovanni Porta, Antonio Pollarolo und Giovanni Maria Capelli, Venedig 1723

Szene 8. Lucinda und das Volk fordern lautstark die Rettung von Casimiros Leben (Lucinda und Chor: „Viva e regni Casimiro“). Der von Schuldgefühlen geplagte Casimiro hingegen will gar keine Vergebung mehr. Er fordert Lucinda auf, Frieden zu suchen. Lucinda fühlt sich von ihm zurückgewiesen (Arie Lucinda: „Non mi dir di amarmi più“).
Szene 9 „ultima“. Casimiro legt sein Schwert vor seinem Vater nieder und bittet um Vergebung – nicht für sich, sondern für das Volk. Er sei bereit, die Strafe hinzunehmen. Da verkündet Venceslao, dass er als König seinen Sohn für den Brudermord verurteilt habe. Da das Volk dieses Urteil nicht akzeptiere, spreche er nun als Vater. Er ruft Casimiro zu sich und nimmt sich die Krone vom Kopf, um sie seinem Sohn aufzusetzen. Er könne ihn nicht freisprechen, doch als Herrscher könne Casimiro das selbst tun. Casimiro verspricht, als König die Gesetze seines Vaters zu achten. Er vermählt Erenice mit Ernando und verspricht Lucinda sein Leben und sein Königreich, bevor er mit ihr den Thron besteigt. Alle wünschen ihm Glück im Leben und der Herrschaft (Chor: „Vivi e regna fortunato“). Die Oper endet mit einem Tanz der polnischen Ritter.
Licenza. Abschließend folgt eine Huldigung an Kaiser Karl VI., dessen Namenstag mit dieser Oper gefeiert wurde (Arie Licenza: „Regnasti sinora“). Der Schlusschor wird mit verändertem Text und dem Kaiser als Adressaten wiederholt (Chor: „Vivi e regna fortunato“).

## Werkgeschichte
Antonio Caldara komponierte seine Oper Venceslao für den Namenstag von Kaiser Karl VI. am 4. November 1725. Das Libretto steuerte der kaiserliche Hofdichter Apostolo Zeno bei. Ursprünglich wollte Zeno einen neuen Text mit dem Titel Caio Mario in Minturno verfassen, in dem der Kaiser mit dem römischen Feldherrn und Staatsmann Caio Mario identifiziert wurde. Aus gesundheitlichen Gründen konnte Zeno ihn jedoch nicht fertigstellen. Er entschied sich daher für die Überarbeitung eines älteren Textes. Die Urfassung seines Venceslao stammt aus dem Jahr 1703 und wurde erstmals in einer Vertonung von Carlo Francesco Pollarolo in Venedig gezeigt. Für Wien strich Caldara ungefähr ein Fünftel der Musiknummern einschließlich einer großen Siegesfeier mit integriertem Schauspiel und der Schlussszene mit den vier Elementen. An deren Stelle ergänzte er einige Tanzszenen und beschloss das Werk mit einer Huldigung („Licenza“) an den Kaiser. Eine Reihe weiterer Änderungen nahm Zeno aus höfischen oder moralischen Gründen vor oder um etwaige diplomatische Probleme zu vermeiden. Die besiegten „moldawischen Rebellen“ wurden zu „Kosaken“ und die geköpfte Leiche ihres Anführers wurde nicht mehr am „Donauufer“ liegengelassen. Erenice ist hier nicht mehr „vom Stamm der alten polnischen Könige“, sondern eine „Prinzessin von königlichem Blut“. Viele besonders skrupellose Szenen des Casimiro fielen fort. Stattdessen redet ihm Venceslao in Szene II:2 etwas gründlicher ins Gewissen, und Gismondo darf die Hofgesellschaft kritisieren. Den Text von Lucindas Arie in III:6 tauschte Zeno aus.
Das Gesangsensemble der Uraufführung war herausragend. Bis auf die erst kurz zuvor in Wien eingetroffene Faustina Bordoni als Hauptstar in der Rolle der Lucinda handelte es sich um Mitglieder der Wiener Hofkapelle. Es sangen Domenico Orsini oder Gaetano Felice Orsini in der Titelrolle, Pietro Casati (Casimiro), Giovanni Vincenzi oder Domenico Genovesi (Alessandro), Anna D’Ambreville Perroni (Erenice), Francesco Borosini (Ernando) und Christoph Praun (Gismondo). Die Bühnenbilder schufen die Brüder Giuseppe und Antonio Bibiena. Die Musik der Tänze komponierte Nicola Matteis. Sie wurden von Pietro Simone Levassori della Motta und Alessandro Philebois choreografiert.
Eine konzertante Wiederentdeckung in neuerer Zeit gab es am 12. November 2023 im Kulturzentrum Herne im Rahmen der Tage Alter Musik in Herne durch das {Oh!} Orkiestra unter Martyna Pastuszka. Die Sänger waren Max Emanuel Cenčić (Venceslao), Nicholas Tamagna (Casimiro), Dennis Orellana (Alessandro), Suzanne Jerosme (Lucinda), Stefan Sbonnik (Ernando), Sonja Runje (Erenice) und Pavel Kudinov (Gismondo). Es folgten weitere Aufführungen in Polen und im Theater an der Wien bzw. dessen Ausweichspielort im MuseumsQuartier, Halle E.

## Aufnahmen
- 12. November 2023 – Martyna Pastuszka (Leitung und Violine), {Oh!} Orkiestra.
 Max Emanuel Cenčić (Venceslao), Nicholas Tamagna (Casimiro), Dennis Orellana (Alessandro), Suzanne Jerosme (Lucinda), Stefan Sbonnik (Ernando), Sonja Runje (Erenice), Pavel Kudinov (Gismondo).
 Live, konzertant aus dem Kulturzentrum Herne von den Tagen Alter Musik in Herne; Kooperation mit dem All’improvviso Festival Gliwice und Les Lumières e. V.
 Übertragung im Radio WDR 3.[4]

## Digitalisate
- Venceslao (Caldara, Antonio): Noten und Audiodateien im International Music Score Library Project.
- Venceslao. Libretto (italienisch), Wien 1725. Digitalisat der Jagiellonischen Bibliothek.